# Jocelyne Couture-Nowak

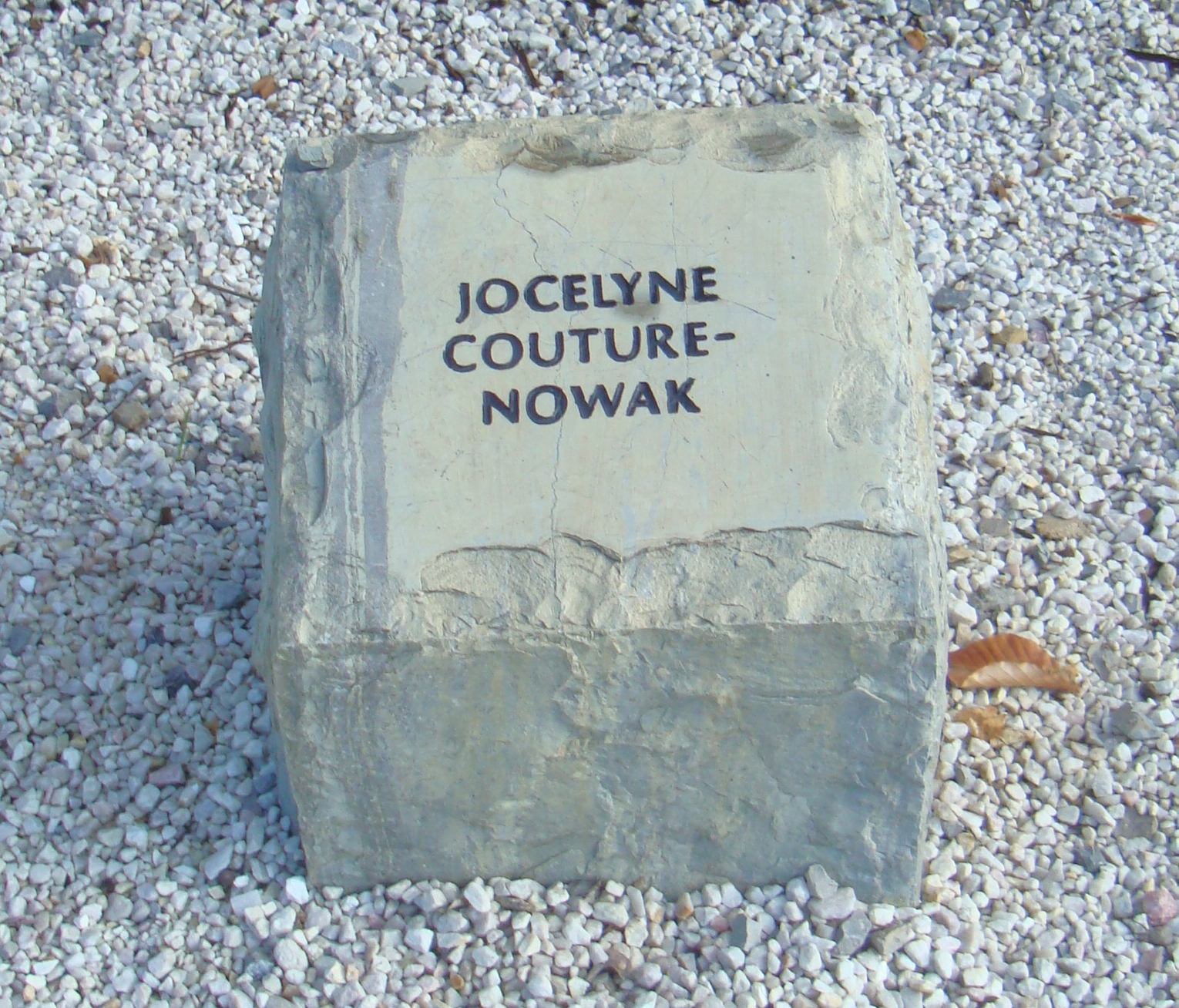
Pierre commémorative à la mémoire de Jocelyne Couture-Nowak au mémorial de l'université de Virginia Tech.

Jocelyne Couture-Nowak, née Jocelyne Couture le 17 février 1958 à Montréal et morte lors de la fusillade de l'Université Virginia Tech le 16 avril 2007, est une pédagogue canadienne-française et une militante de la défense de la langue française.

## Biographie
Jocelyne Couture naquit à Montréal en 1958, mais vécut par la suite à Truro en Nouvelle-Écosse. Elle fit ses études universitaires à l'Université Saint Mary.
Elle devint professeur de français à la faculté d'Agriculture de l'Université Dalhousie à Halifax, où elle rencontra son futur mari Jerzy Nowak, professeur dans la même faculté.
En 1996, constatant que les enfants francophones de la Nouvelle-Écosse n'avaient pas la possibilité de recevoir un enseignement en français dans une école francophone, elle lança avec d'autres parents une enquête auprès des familles acadiennes au sujet de la nécessité de créer une école de langue française. Cette initiative populaire démontra une telle attente et rencontra un tel succès que dès l'année suivante, en 1997, était ouverte l’École acadienne de Truro membre du Conseil scolaire acadien provincial, le seul conseil scolaire en Nouvelle-Écosse dispensant une éducation en français.
En 2001, Jocelyne Couture-Nowak et son mari s'installèrent aux États-Unis à Blacksburg en Virginie, où ils furent engagés à l'université Virginia Tech. Elle continua à être professeur de français dans cette université et à animer un club francophone en son sein.
Le 16 avril 2007 elle fait partie des trente-trois victimes de la fusillade de l'Université Virginia Tech. Elle est tuée dans sa salle de classe avec un certain nombre de ses élèves et laisse dans le deuil son mari et ses deux filles, Sylvie et Francine.
Le Sénat du Canada observa une minute de silence à sa mémoire et plusieurs centaines de personnes lui rendirent hommage à Truro en Nouvelle-Écosse. L'université Virginia Tech l'a nommée à titre posthume professeur d'honneur distingué et la Fondation Virginia Tech a donné le nom de Jocelyne Couture-Nowak pour les bourses d'études accordées aux étudiants du département de langue française. Le Nova Scotia Agricultural College a également établit une bourse d'études en son nom. Un nouveau programme d'enseignement du français pour débutants, à l'université Virginia Tech a reçu le nom de « Enseigner pour Madame », en mémoire de la formule de politesse que les étudiants adressaient à Jocelyne Couture-Nowak en l'appelant "Madame".